# Augustine Ejide
Augustine Amamchukwu Ejide (ur. 8 kwietnia 1984 w Onitshy) – nigeryjski piłkarz grający na pozycji bramkarza.

## Kariera klubowa
Ejide pochodzi z Onitshy, ale piłkarską karierę zaczynał w mieście Nnewi, w klubie o nazwie Gabros International, do którego trafił w wieku 15 lat, w 1999 roku. Akurat trafił na okres, gdy klub ten grał w Pepsi Pro League. W 2000 roku zajął z nim 6. miejsce w lidze, będąc jeszcze rezerwowym bramkarzem, a w 2001 roku 9. miejsce i wówczas coraz więcej grywał w bramce klubu z Nnewi. Rok 2002 także zaczął w nigeryjskim klubie, ale latem odszedł do tunezyjskiego Étoile Sportive du Sahel. W klubie z Susa od razu wywalczył miejsce w pierwszej jedenastce i w pierwszym sezonie gry wywalczył wicemistrzostwo Tunezji. Pod koniec 2003 roku zdobył z tym klubem pierwszy w karierze międzynarodowy puchar, Puchar Zdobywców Pucharów Afryki. W tamtejszym sezonie po raz drugi z rzędu został wicemistrzem kraju. Etoile du Sahel z Ejide w bramce wyczyn ten powtórzył także w sezonie 2004/2005 oraz 2005/2006.
Latem 2006 na zasadzie wolnego transferu Ejide przeszedł do klubu Ligue 2, SC Bastia. W drugiej lidze zadebiutował w 9. kolejce ligowej, 22 września 2006 w wygranym 4:1 domowym meczu z Chamois Niortais FC. W Bastii grał do lata 2009. Kolejnym klubem w karierze Ejide został izraelski Hapoel Petach Tikwa.
| Sezon   | Klub                     | Kraj    | Rozgrywki              | Mecze | Bramki |
| ------- | ------------------------ | ------- | ---------------------- | ----- | ------ |
| 1999    | Gabros International     | Nigeria | Premier League         | ?     | ?      |
| 2000    | Gabros International     | Nigeria | Premier League         | ?     | ?      |
| 2001    | Gabros International     | Nigeria | Premier League         | ?     | ?      |
| 2002    | Gabros International     | Nigeria | Premier League         | ?     | ?      |
| 2002/03 | Étoile Sportive du Sahel | Tunezja | Championnat de Tunisie | ?     | ?      |
| 2003/04 | Étoile Sportive du Sahel | Tunezja | Championnat de Tunisie | ?     | ?      |
| 2004/05 | Étoile Sportive du Sahel | Tunezja | Championnat de Tunisie | ?     | ?      |
| 2005/06 | Étoile Sportive du Sahel | Tunezja | Championnat de Tunisie | ?     | ?      |
| 2006/07 | SC Bastia                | Francja | Ligue 2                | 24    | 0      |
| 2007/08 | SC Bastia                | Francja | Ligue 2                | 20    | 0      |
| 2008/09 | SC Bastia                | Francja | Ligue 2                | 0     | 0      |
| 2009/10 | Hapoel Petach Tikwa      | Izrael  | Ligat ha’Al            | 5     | 0      |
| 2010/11 | Hapoel Petach Tikwa      | Izrael  | Ligat ha’Al            |       |        |

## Kariera reprezentacyjna
W reprezentacji Nigerii Ejide zadebiutował 16 czerwca 2001 roku w wygranym 2:0 meczu z Namibią w meczu kwalifikacyjnym do Pucharu Narodów Afryki 2002.
W 2002 Ejide został dość niespodziewanie powołany przez Festusa Onigbinde na finały MŚ 2002, które całe spędził na ławce rezerwowych, jako zastępca dla Ike Shorunmu i Vincenta Enyeamy.
W 2004 został powołany przez Christiana Chukwu do kadry na Puchar Narodów Afryki 2004 w Tunezji. Jednak przed samymi mistrzostwami kontynentu doznał kontuzji i stracił szansę na zostanie pierwszym bramkarzem „Super Orłów”. Na turnieju o Puchar Narodów Afryki 2006 w Egipcie był także rezerwowym dla Enyeamy i nie rozegrał żadnego meczu. Jego rodacy wywalczyli brązowy medal na tym turnieju.

## Sukcesy
- Puchar Zdobywców Pucharów Afryki: 2003 z Etoile du Sahel
- Wicemistrzostwo Tunezji: 2003, 2004, 2005, 2006 z Etoile du Sahel
- powołanie do kadry na MŚ: 2002